# Austrochaperina pluvialis
Austrochaperina pluvialis é uma espécie de anfíbio da família Microhylidae.
É endémica da Austrália.
Os seus habitats naturais são: florestas subtropicais ou tropicais húmidas de baixa altitude e regiões subtropicais ou tropicais húmidas de alta altitude.